# میشل شاردونه
میشل شاردونه (فرانسوی: Michèle Chardonnet‎؛ زادهٔ ۲۷ اکتبر ۱۹۵۶) دونده دو سرعت زن اهل فرانسه بود.
وی در مسابقات کشوری و بین‌المللی در مجموع برندهٔ ۱ مدال طلا، ۱ مدال برنز شده‌است.